# Foires de Champagne

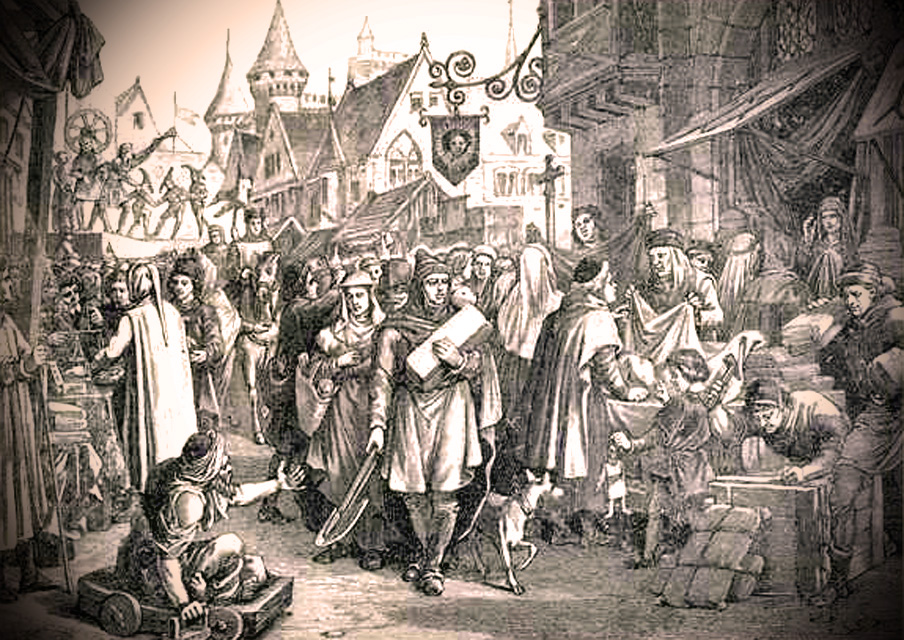
Foire de Champagne, gravure du XIXe siècle.

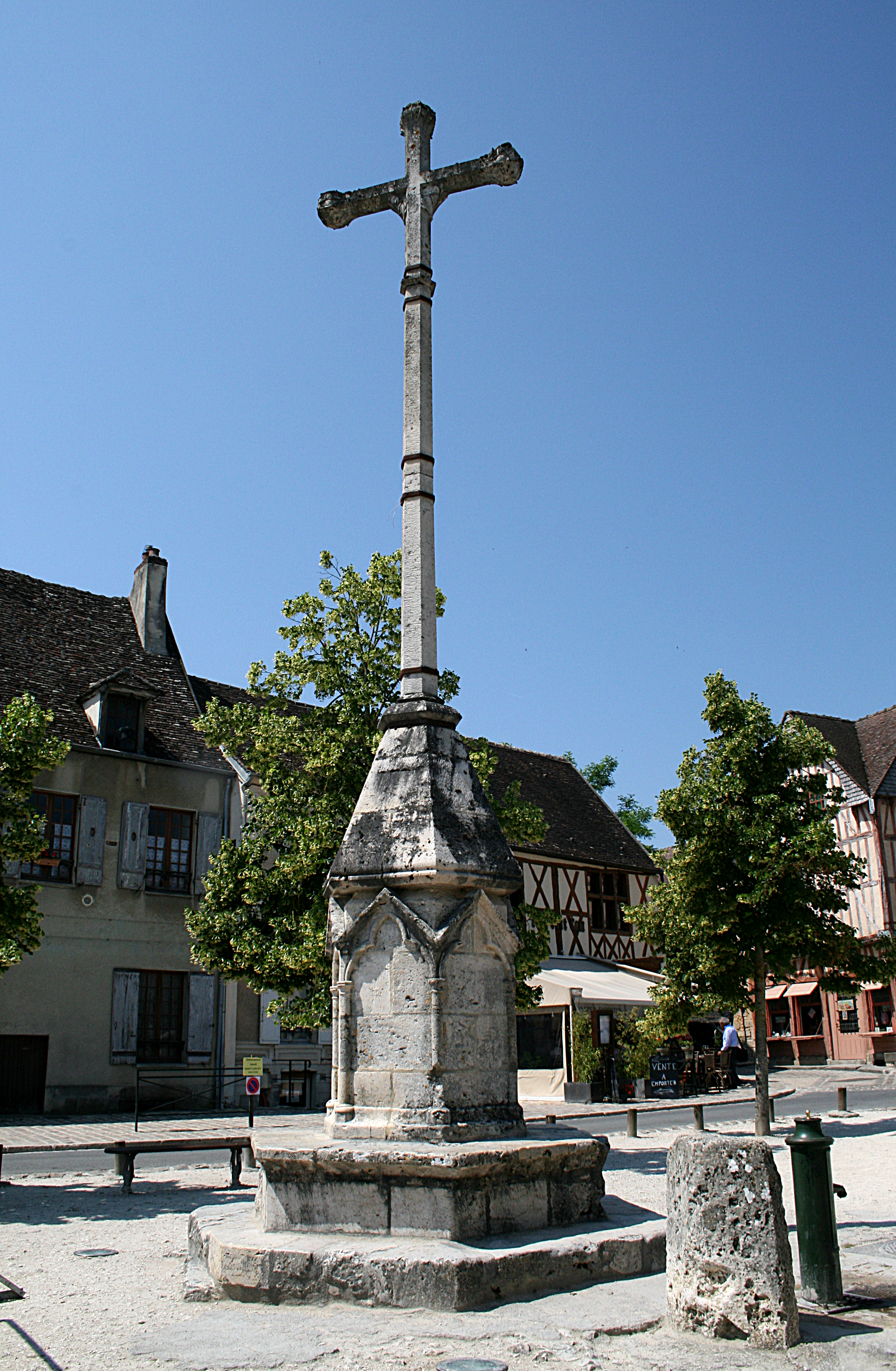
La Croix des Changes XIIIe siècle de Provins point de départ du denier provinois.

Les foires de Champagne se tenaient au Moyen Âge dans le comté de Champagne. Leur succès résulte de leur situation géographique les situant entre les Flandres et l'Italie au croisement de nombreuses routes et voies navigables, de la gestion éclairée des comtes de Champagne et de la sécurité particulière dont bénéficiaient les marchands, garantie par les comtes de Champagne eux-mêmes. Elles se tenaient dans les villes de Lagny-sur-Marne (une fois par an), Provins (deux fois par an), Troyes (deux fois par an) et Bar-sur-Aube (une fois par an). Elles succèdent par leur importance aux foires de St Giles (en) (Angleterre) et préfigurent par leur rayonnement économique et financier à travers toute l'Europe, les premiers centres financiers internationaux. Chaque foire durait de trois à six semaines, et ce calendrier changea à plusieurs reprises au fil des siècles. C'est ce que l'historien Fernand Braudel appelle le « système d'horlogerie à répétition », qui assure au comté une activité économique exceptionnelle de janvier à décembre. À ce titre, elles constituent une étape de référence dans l'histoire économique mondiale, et témoignent plus particulièrement des débuts de l'organisation de l'économie moderne de marché.
Une localisation au confluent des grandes routes commerciales du nord et du sud, le souci de l'organisation matérielle (halles, logements, entrepôts) et l'état de droit auquel les comtes de Champagne et des abbayes aux alentours sont attachés, expliquent le succès de ces foires. Elles donnent naissance, à la fin du XIIe siècle, au cycle des six grandes foires citées ci-dessus, que complètent aux alentours quelques foires de moindre importance.
Thibaut IV de Blois, comte de Champagne, établit des règlements de foire à travers des chartes (charte de 1137, 1164, 1176, etc..) et parvient à faire respecter son sauf-conduit au-delà des frontières de son comté. Unité de poids, le « marc de Troyes » apparaît en 1147 et sera bientôt adopté à Paris. La monnaie des foires, le « denier provinois » circule assez loin pour servir de référence jusqu'en Italie. L'once troy reste encore aujourd'hui la référence de masse mondiale pour les métaux précieux.

## Origines et développement

### Origine des foires de Champagne
L'origine de ces foires semble remonter à l'époque mérovingienne, en 427, comme l'attestent les écrits de Sidoine Apollinaire, évêque de Clermont-Ferrand, adressés à saint Loup, évêque de Troyes. Elles sont en tout cas beaucoup plus anciennes que l'établissement de la monarchie française. On attribue le rayonnement des foires de Champagnes au Zie de Henri le Libéral, qui a gouverné la province de 1152 à 1180.
Aux XIIe et XIIIe siècles, alors que s'amorce la révolution commerciale, les routes qui s'étendent jusqu'à Byzance fournissent l'Europe en produits de luxe (épices, tissus, produits artisanaux) qui s'échangent en particulier dans les foires qui se sont multipliées en Europe, dans des grandes villes mais aussi dans des régions qui fédèrent plusieurs villes comme Troyes, Lagny ou Bar-sur-Aube, en Champagne. À partir du XIIe siècle, les foires de Champagne deviennent un centre d'échange et de commerce mondialement connu permettant d'attirer les plus importants marchands d'Europe, des Flandres à l'Italie.
Si les pondéreux (sel des côtes atlantiques, vin et céréales) faisaient déjà l'objet d'un commerce par voie fluviale ou accessoirement maritime, seules des marchandises rares ou à haute valeur ajoutée et de faible poids, comme les draps et les épices, étaient acheminées sur de longues distances par voie terrestre.

### Administration des foires
Les organisateurs des foires de Champagne mirent en place une administration spéciale dès 1170, dirigées par deux maîtres (ou gardes) et un chancelier, tenant sous leurs ordres des lieutenants, des sergents, des notaires, qui maintenaient l'ordre et la justice dans les foires. Des loges, où on apportait des bancs, qu'on éclairait le soir, servaient à recevoir les magistrats et les plaideurs. L'abbaye de Clairvaux située à proximité jouissait également d'un grand prestige, à la fois comme centre religieux de la chrétienté et aussi pour ses bons offices dans la résolution de différends entre marchands. Les Comtes protègent en outre la communauté juive qui participe activement au développement des affaires.
Dès 1147, le garde des foires veille au respect des bons usages commerciaux en s'appuyant sur la loi. Il est garant pour le Comte du cadre juridique permettant de protéger efficacement et rapidement les participants. Ces garde-foire ont notamment pour mission de s'assurer que les sommes dues sont acquittées, que les poids et mesures sont corrects et que les individus malhonnêtes sont exclus des foires - qui ne manquaient pas d'attirer aussi les escrocs. Ils veillent aux entrées et aux sorties des foires et s'assurent que les obligations des uns et des autres sont tenues sous peine de s'en voir exclus. Au XIIIe siècle, les gardes tiennent même le rôle de notaires, donnant la sanction d'autorité comtale aux actes de droit privé relatifs aux transactions et aux créances. Dans la seconde moitié du siècle, ils se dotent eux-mêmes de notaires et de procureurs pour faire face à l'accroissement du volume des affaires, charge d'autant plus lourde que le même personnel va de foire en foire.

### Le conduit royal de 1209
Thibaud II le Grand institue en 1137 le "conduit des foires", permettant à tout marchand molesté ou lésé d'en appeler à la justice du comte de Champagne, quel que soit le pays où il se trouve, afin d'obtenir réparation. Il est renforcé par le « conduit » royal accordé par le Roi de France Philippe Auguste en 1209 qui élargit encore le rayonnement des foires de Champagne. Celles-ci forment désormais un ensemble cohérent, qui attire les marchands Italiens et Flamands. Le conduit royal leur assure que tout tort qui leur serait causé serait tenu pour lèse-majesté et donc passible de mort et de confiscation par la justice royale.
De manière générale, le conduit de foire est un sauf-conduit délivré par le seigneur de la foire ou par les seigneurs ou les villes qui se trouvent sur le chemin des marchands. Ils fournissent une protection pour garantir la traversée de leur territoire.
Chaque sauf-conduit est payant, et est utilisable comme une police d'assurance sur les biens et les personnes. En échange, le seigneur s'engage à indemniser le marchand si les marchandises sont endommagées en traversant sa seigneurie ; mais il ne garantit pas les dommages causés par les événements nocturnes ou les cas de guerre.[réf. nécessaire]

## Organisation des foires

### Un cycle continu

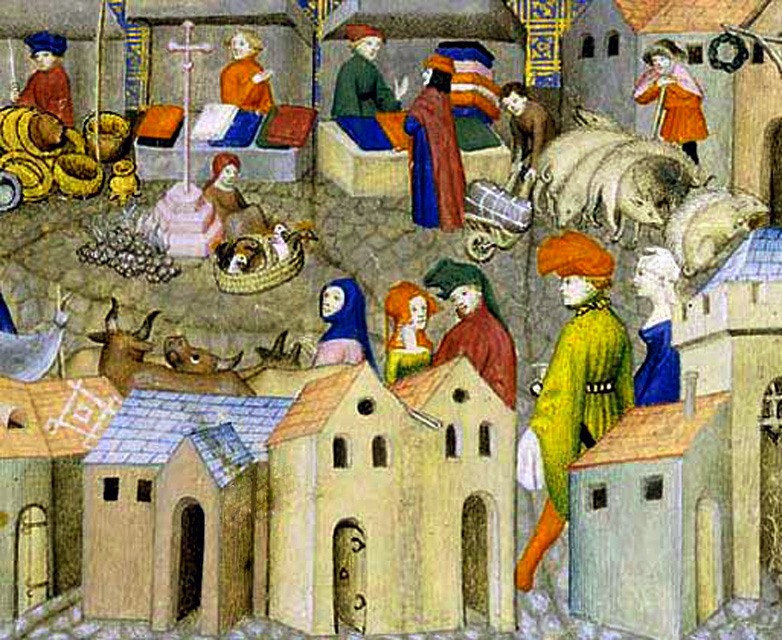
Scène de foire dans Le Chevalier errant de Thomas III de Saluces.

Une foire peut se définir comme une réunion de marchands qui se rencontrent volontairement dans un lieu fixe, à des intervalles périodiques, pour vendre et acheter. Ces foires peuvent être ouvertes à tous ou réservées aux professionnels. Au XIIe siècle, des foires annuelles se tenaient dans une douzaine de villes de Champagne. Quatre d'entre elles organisent alors un cycle permanent de six foires réparties sur l'année, dont l'accès est garanti par le conduit du comte de Champagne.
L'originalité des foires de Champagne est sans doute de former ainsi un cycle équilibré et continu tout au long de l'année de « foires chaudes » (en été) et « froides » (en hiver) ainsi que de foires principales et secondaires qui procure aux marchands une place d'échange presque permanente permettant non seulement d'échanger des marchandises mais aussi de régler leurs affaires financières.
- 2 au 15 janvier : foire « des Innocents » de Lagny-sur-Marne ;
- mardi avant la mi-carême au dimanche de la Passion : foire de Bar-sur-Aube ;
- semaine de la Passion : foire de Sézanne ;
- mai : foire chaude de « Saint-Quiriace » de Provins ;
- 24 juin à la mi-juillet : foire « chaude » ou de la Saint-Jean à Troyes ;
- septembre / octobre : foire froide de « Saint-Ayoul » à Provins[16] ;
- début novembre à la semaine avant Noël : foire « froide » ou de la « Saint-Remi » à Troyes.

L'Eglise est fortement représentée dans l'organisation de ces foires dans une société où la vie séculière est rythmée par le calendrier religieux. Les grandes fêtes et les pèlerinages coïncident souvent avec des foires et une fréquentation importante.
Chaque foire dure en moyenne 3 à 7 semaines :
- la première partie consacrée à la « montre » (exposition des marchandises) ;
- la deuxième partie consacrée à la vente ;
- la troisième partie consacrée au règlement et à l'envoi ;
- La dernière partie à la « sortie de foire » (festivités).

Un calendrier très précis a été établi, chaque foire comporte 8 jours d'entrée en franchise, 10 jours de vente du drap et 15 jours de paiement. Environ une semaine avant la véritable fin de la foire, la vente s'arrête pour permettre aux marchands de régler leurs affaires et solder les comptes.
Le cycle des grandes foires de Champagne crée les conditions favorables d'un commerce international s'étendant sur toute l'année, et parallèlement favorise le report des dettes d'une foire à l'autre, par l'intermédiaire des changeurs souvent d'origine italienne ou des Flandres. Ce système de transfert des créances de foire en foire, la multiplicité des monnaies utilisées d'une région à l'autre et l'habitude de régler les dettes par compensation, entraîne l'émergence d'un secteur financier organisé au sein duquel les communautés juive et florentine ("Lombards") jouent très vite un rôle essentiel. L'interdiction de la dette portant intérêt, qualifiée d'usure par l'Église Catholique et les principales religions monothéistes, constitue un facteur à la fois limitant (condamnation sévère de l'usure par les tribunaux ecclésiastiques) et stimulant à travers la recherche d'autres solutions de rémunération du risque et du service, comme la prise de marge sur les opérations de change.[réf. nécessaire]

### Garanties des comtes et incitations économiques
Conscients de leur importance pour le développement de l'économie locale, les comtes de Champagne avaient soutenu dès le début le développement des foires dans leur province en particulier celles des communes de Troyes, Lagny, Bar-sur-Aube et Provins. Les comtes, qui ont le droit d'organiser les foires, privilégient les villes au Sud. Ainsi, entre 1095 et 1136, les foires des villes de Provins, Troyes, sont privilégiées au détriment des villes du Nord et de l'Est jugées moins favorables. Les comtes de Champagne qui suivent, Thibaud II (†1152) et Henri Ier († 1181), poursuivent cette politique de concentration du commerce sur les quatre principales villes de foires de Champagne. Les comtes, vassaux des rois de France, jouissent alors d'une quasi-indépendance vis-à-vis du reste du royaume.
Les comtes de Champagne comprirent que les marchands étrangers devaient trouver en Champagne un espace marchand attractif, unique en Europe, à la fois international et sûr. En comparaison, les autres places économiques européennes offraient un accès moins pratique, des taxes et des péages qui faisaient de la Champagne une zone à faible fiscalité propice au développement du commerce. La création du « denier provinois » soutenue par Thibaud comte de Champagne, devenue la monnaie de référence des foires permettait aux marchands de s'entendre et aux changeurs de monnaie de trouver une solide référence à une époque de grande fragmentation et d'instabilité monétaire.
En arrière-plan, une politique de mariage habile avec les comtes des Flandre à partir de 1143 a également assuré le développement des foires de Champagne en foires commerciales « internationales ». La présence constante de marchands flamands dans les foires et donc de draps venant de Flandre leur assurait d'emblée une dimension internationale. Le fils de Thibaud, Henri Ier, qui avait des relations avec Frédéric Ier de Hohenstaufen, dit Frédéric Barberousse, réussit, quant à lui, à attirer les grands marchands allemands en Champagne. Les foires constituaient pour les comtes et le royaume, en échange de la protection des marchands et de ses garanties, une source de revenus générée grâce aux droits levés sur les marchandises et aux péages ("droits de travers", "droits de tonlieu", "droit de hallage", etc.).
Soucieux de la logistique permettant l'accès et le bon déroulement des foires, les comtes ont construit des ouvrages d'art, mis en place des moyens de pesée et de stockage des biens, facilité l'hébergement et le soin des marchands, assuré la sécurité des routes, et donné aux voyageurs la garantie de pouvoir obtenir justice à travers des instances séculières et religieuses à leur convenance. C'est ainsi qu'autour d'axes de communication très anciens, la modernisation des voies terrestres et navigables fut entreprise pour faciliter les échanges. Provins par exemple est alors un carrefour de routes, où convergent neuf chemins principaux et 11 voies secondaires. Thibaud II alla jusqu'à créer des canaux sur la Seine pour apporter dans les quartiers de Troyes une eau nécessaire aux industries textiles.
Le succès des foires de Champagne n'est pas seulement dû à leur situation géographique (au nœud de grands axes et de courants commerciaux venant d'Italie et des Pays-Bas), ou à la spécialisation de la région dans le textile. Le succès de ces foires est surtout dû aux volontés éclairées des comtes, qui en déterminant le cycle perpétuel des foires se comportèrent à la fois en politiques et en véritables hommes d'affaires.
Avant bien d'autres, ils comprirent que tout seigneur voulant attirer des marchands à sa foire devait commencer par y assurer la « paix du marché ». Les marchands avaient des garanties de la part des comtes (le « droit des foires »), et c'est ce qui explique qu'ils aient privilégié les foires de Champagne, car elles garantissaient un environnement de droit propice à la bonne marche des affaires.
Les villes de foire bénéficiaient de dérogations au droit commun et de privilèges, appelées « franchises » :
- suppression en faveur des marchands du « droit de représailles » pour les délits commis ou les dettes contractées en dehors de la foire ;
- suppression du « droit d'aubaine », qui suspendait les actions judiciaires pendant la paix des foires ;
- suppression de l'interdiction du Pape de l'usure (prêt à intérêt) ;
- suppression du droit de marque.

Le droit des foires, adossé au droit commun, reconnaissait aux foires une situation privilégiée et la nécessité de rendre justice équitablement et sans tarder. Les comtes de Champagne (mais aussi le Pape pour les marchands italiens) assuraient aux marchands la sécurité et une justice rapide en cas de litige. Cette garantie a certainement fortement contribué à faire des foires champenoises le principal carrefour commercial de l'Europe occidentale jusqu'à la fin du XIIIe siècle.

### Le rôle de l'Eglise
L'Eglise catholique n'assiste pas aux foires du Moyen Âge en simple spectateur, le calendrier liturgique règle celui des affaires. L'Église est présente dans l'économie des foires à travers le rôle qu'elle tient par exemple pour rendre justice dans ses abbayes ou apporter des soins aux malades. Elle encadre aussi la pratique du crédit par l'interdiction du prêt portant intérêt (usure). Cette interdiction qui vise à bannir les prêts d'argent à taux exorbitant, est contournée par les marges prises sur les différences de change et les contrats d'assurance attachés à la livraison des marchandises. L'accusation d'usure devant les tribunaux ecclésiastiques était sérieuse et sévèrement sanctionnées si elle était révélée. L'usure est assimilée au vol et perçu comme un péché "contre nature": l'argent doit simplement servir de moyen d'échange.
L'abbaye de Clairvaux fondée à proximité des foires dans le Val d'Absinthe en 1115 par Bernard de Clairvaux et quelques compagnons, envoyés par Étienne Harding, abbé de Cîteaux, sur des friches connait un extraordinaire rayonnement. Elle devient grâce à la personnalité de saint Bernard l'un des centres culturels de la chrétienté, ce qui lui donne un rayonnement spirituel considérable. L'abbaye devient « un modèle » diffusé dans toute l'Europe ; en 1153, Clairvaux compte déjà 169 abbayes « filles », elle en compte 530 dans toute l'Europe à la fin du Moyen Âge. L'abbaye est aussi un modèle économique puissant, qui bouleverse la société féodale : ses moines, issus de la noblesse, deviennent des paysans. L'abbaye cistercienne tient de la cité idéale, autosuffisante ; construite à l'écart des villages, elle développe une activité agricole de subsistance structurée sur un réseau de granges où travaillent des frères convers et des ouvriers salariés. Les moines défrichent et amendent les terres avant de les mettre en culture, ils drainent l'eau des rivières par un système de canaux, améliorent les rendements par l'assolement triennal et sont à la pointe de la sidérurgie. La vigne, que les communautés juives cultivent également avec succès dans la région, donne un vin qui rivalise avec celui de Bourgogne. La communauté monastique cistercienne de Clairvaux, qui a reçu de nombreux dons, est propriétaire à la veille de la Révolution Française d'un vaste domaine de 20 000 hectares de forêts, de vignes et de terres labourables qu'elle exploite.[réf. nécessaire]

## Avènement, prestige et déclin des foires

### Un rayonnement international
Les foires de Champagne ont au Moyen Âge un immense rayonnement international, permettant aux marchands et aux acheteurs de toute l'Europe de s'y retrouver à intervalles réguliers pour y faire commerce. Des marchands de toutes les régions de la France actuelle s'y retrouvent de même que des marchands de Flandre, d'Italie du Nord, d'Espagne, d'Angleterre, d'Allemagne ou de Suisse. Les foires de Champagne apportent une contribution décisive à la « Révolution Commerciale », qui progressivement fait basculer le monde médiéval vers la Renaissance.[réf. nécessaire]
Dès la première moitié du XIIe siècle, une spécialisation des échanges entre différents pays européens est observable : les Flamands vendent toiles et draps, les Italiens des soieries et des épices, les Allemands du cuir et des fourrures. La prospérité des villes de la mer du Nord s'établit grâce aux draps, aux fourrures et aux poissons qu'elles apprennent à conserver. Ce phénomène n'est pas nouveau mais les grands carrefours d'échange que sont les foires renforcent cette spécialisation.
Les échanges entre les foires de Flandre et celles de Champagne sont actifs : les flamands trouvent en Champagne un débouché permanent pour leurs draps qui sont ensuite acheminés par voie d'eau vers le port de Gênes, et achètent les tissus de soie, des pièces d'orfèvrerie - notamment des objets cultuels, des épices et autres produits de luxe venu des confins de la Méditerranée.[réf. nécessaire]
La diversité de l'origine du drap échangé lors des foires de champagne montre bien cette diversité des approvisionnements. À Provins, les draps viennent d'Anvers (Flandre), de Stamford (Angleterre) et des villes de Champagne ou des provinces des alentours - drap d'Arras, drap de Chalons et drap gris de Provins. D'autres pièces de textile comme le taffetas, la soie, les toiles y sont également échangés. Onze jours après la fin de la foire aux draps, un autre cycle de vente commence, consacré celui-là au commerce de la fourrure et du cuir, et le calendrier des ventes s'égrène ainsi tout au long de l'année.[réf. nécessaire]
Beaucoup des marchandises vendues en gros se mesurent et se vendent au poids (avoirs-de-poids), notamment les épices venues d'Orient (safran, gingembre, poivre), les denrées alimentaires (vin, sel de Guérande, miel, légumes, fruits, viandes), les métaux (argent). On y trouve aussi des pièces exceptionnelles fabriquées par les meilleurs artisans d'Europe et vendues à l'unité, notamment des bijoux, des armes, de la porcelaine fine.[réf. nécessaire]
Au XIIIe siècle, l'organisation de ces foires quasi permanente est remarquable tout comme leur rayonnement international. Tout est fait pour faciliter les échanges. Par exemple, les drapiers flamands ont dans les foires leurs « tentes » où ils se groupent par villes et exposent leurs tissus. Des « clercs de foires » chevauchent sans arrêt entre la Champagne et la Flandre, pour assurer la correspondance entre les marchands et le transport des missives[réf. nécessaire].
Les foires des Champagne sont un carrefour durant le haut Moyen Âge et un lieu de rendez-vous pour les plus grands marchands d'Europe. Elles ne sont pas seulement un centre d'échange des marchandises : elles permettent un brassage des cultures et des idées. Les « maisons » et les habitations des marchands étrangers et les désignations de différents quartiers dans les villes de foire des Champagne témoignent bien de ce caractère international, et offrent un témoignage de la vie des marchands étrangers dans les villes de foire.[réf. nécessaire]

### Des «nations»
Les foires contribuent aussi à la prise de conscience des identités régionales puis plus tard à l'éveil des identités nationales. Elles souligneront la nécessaire solidarité des marchands pour mener à bien leurs affaires (guildes). Dès le XIIIe siècle, les marchands italiens constituent en Champagne des « nations » gouvernées par des consuls qui sont les représentants du gouvernement de la ville d'origine (p. ex. les Siennois dès 1246) et des marchands fréquentant la foire. Ces nations mettent en place des structures d'aide aux affaires et même une juridiction d'arbitrage interne, reconnue par le roi. À partir de 1278, l'ensemble des consuls italiens en Champagne élit un capitaine, qui sera le principal interlocuteur des comtes de Champagne. Une organisation semblable sera observée sur les foires en Languedoc.[réf. nécessaire]
Pour les marchands étrangers qui se retrouvent dans les foires, les différences de culture et de pratiques et les barrières linguistiques peuvent compliquer le commerce. Le brassage de ces différences favorise leur compréhension et l'adoption de pratiques communes. Les marchands étrangers construisent des maisons et établissements dans les villes étrangères pour y être reçus à leur aise et pour y assurer leur protection. Il existe à Troyes une « maison des Allemands », « de Barcelone », « de Genève », « de Valence »… Ces maisons sont entretenues par les marchands étrangers, qui ont ainsi leurs propres auberges et hostelleries.
Les anciens noms de quartiers montrent bien cette forte présence de marchands étrangers : à Provins, les « Lombards » avaient leur logement, et un quartier de la ville était propre aux Allemands (« Vicus Allemannorum ») ; à Lagny un quartier de la ville réservé aux Anglais s'appelait « Vicus Angliae » ; de même pour les marchands de Catalogne et de Tolède.

### Les organisations de marchands
Le commerce dans les villes de foire de Champagne est réglementé par les autorités comtales, par l'Église et par différentes organisations et institutions créées par les marchands eux-mêmes. Au XIIIe siècle, à l'apogée des foires de Champagne, les associations de marchands, organisés à des degrés divers, participent activement à la réglementation des marchés et des échanges afin d'éviter une concurrence trop anarchique et des pratiques déloyales.[réf. nécessaire]
Une des plus importantes organisations de marchands était la « Hanse des dix-sept villes » (ou Hanse de Londres) fondée autour de 1230. Elle avait été initialement constituée par les marchands des grandes villes "drapantes" de Flandre. Des villes produisant du drap en Champagne comme Reims et Châlons-sur-Marne, mais aussi des régions de production (Picardie) en étaient membres. Cette organisation n'était pas qu'une « Hanse » au sens classique du terme, c'est-à-dire une union de différentes villes, c'était l'ébauche d'une guilde ou d'une organisation professionnelle ayant comme principal souci de coordonner le commerce et la vente du drap dans les foires.
Au début du XIIIe siècle, l'apparition des universitas formées à l'origine par des marchands italiens de la même ville natale ajouta une nouvelle dimension à l'organisation marchande. Celles-ci étaient organisées comme des villes, avec leur propre autorité, administration, et juridiction. À leur sommet, un consul représentait notamment les membres de la communauté en cas de litige avec le roi de France. Des banquiers siennois se retrouvent ainsi à Provins à partir de 1230, où ils se regroupent dans une organisation de ce type en 1246. Des associations communautaires de ce type existaient toutefois déjà chez des marchands de Bologne, de Milan, de Florence, de Gênes, de Rome ou de Venise. Les commerçants du Languedoc et de Provence qui se retrouvent régulièrement dans les foires de Champagne, s'organisent également selon un mode proche des associations de marchands italiens.

### Un lieu d'information économique auXIIIesiècle
Les foires de Champagne jouent dès le milieu du XIIIe siècle le rôle de centre financier international et doivent à ce rôle de survivre comme foires de change jusque dans les années 1340, alors même que les transactions commerciales ont fortement diminué. Les foires de Champagne, qui ont pris le relais de la foire de St Giles (en) à Oxford, marquent la renaissance des opérations bancaires internationales, qui ont disparu avec la chute de l'empire romain. Les transactions commerciales des foires s'accompagnent de transactions financières complexes impliquant de nombreuses devises et des délais décalés de livraison des marchandises. Les derniers jours de foire sont consacrés à solder les comptes par les changeurs de monnaie qui sont aussi parfois des marchands banquiers.
Les foires de Champagne sont l'occasion pour les marchands d'acheter et de vendre des marchandises mais aussi de solder leurs comptes avec d'autres marchands afin d'éviter de transporter trop d'espèces sur des routes peu sûres où le brigandage est fréquent. Les foires deviennent le « domicile de change de toute l'Europe ». Le dynamisme des échanges sur les foires de Champagne, particulièrement le commerce du drap et des textiles, se traduisait par de multiples flux financiers et justifiaient la présence constante des "changeurs" sur les foires. Les paiements ne concernaient pas seulement l'extinction des dettes contractées à la foire même, mais comprenaient aussi le débouclage des dettes contractées lors des foires précédentes.
Les foires de Champagne font progresser l'art du change pour le rapprocher de celui de la banque : un marchand italien emprunte dans sa ville en monnaie locale pour se procurer les soieries et les épices qu'il expédie et vend dans l'une des quatre villes de foires, puis le règlement effectué (à Provins par exemple), il dispose d'un avoir en deniers provinois qu'il peut transférer ou changer pour rembourser son créancier italien.[réf. nécessaire]
Depuis le XIIe siècle, le règlement des transactions n'était plus effectué en espèces mais elles étaient fréquemment soldés par des « lettres de change », celles-ci permettant le règlement d'une créance dans une autre place et dans une autre monnaie. Le nombre des opérations de crédit et de change augmenta au milieu du XIIIe siècle dans les foires de Champagne, de sorte que les paiements par virement supplantait bientôt les paiements en espèces dans les foires. La lettre de change combine trois opérations : transfert de fonds (sans transfert d'espèces) ; crédit (« délai d'usance ») ; change (l'intérêt du crédit peut être dissimulé dans le taux de change). Initialement, il ne s'agissait que de simples promesses écrites de payer une somme dans un autre lieu que celui où la promesse était consignée. Le signataire s'engageait à payer dans une autre place au remettant ou à son "nuntius", c'est-à-dire à son préposé, ou à faire payer par un "nuntius" le représentant. Les marchands pouvant ainsi voyager sans risque de transport d'argent liquide, et bénéficiait par le change et les paiements décalés de crédits pour leurs affaires.[réf. nécessaire]
Les marchands italiens, souvent d'origine florentine ou génoise (Lombards) y jouaient un rôle essentiel en contribuant à établir le cours des changes de gré à gré des différentes monnaies en circulation. Les grandes compagnies marchandes de Florence, de Sienne ou de Plaisance, entretenaient en Champagne des représentants qui échangeaient avec leurs maisons des messagers auxquels ils confiaient des contrats de change et des informations commerciales. La renommée internationale des foires de Champagne était si grande que les obligations d'une foire reconnue était payables dans n'importe quelle autre foire en Champagne. Ces créances étaient multiples : dettes commerciales, emprunts contractés par des particuliers, par des princes ou des établissements religieux.
La seconde moitié du XIIIe siècle peut être considérée comme l'apogée des foires de Champagne, avant leur déclin au début du siècle suivant.

### Déclin des foires de Champagne
Les foires de Champagne rayonnent au XIIIe siècle sur tout l'Occident et constituent l'un des ferments de la révolution commerciale en Europe.
Vers la fin du XIIIe siècle, des raisons politiques et le développement de nouvelles routes de commerce mettent fin à la primauté des foires champenoises. Les nouvelles routes des Alpes suisses par le col du Saint Gothard et du Simplon relient l'Italie du Nord au pays rhénan et surtout de nouvelles routes maritimes, permettent aux Italiens un accès plus sûr, plus rapide et moins cher à Bruges dès 1297.
La recrudescence des conflits militaires en Europe en général et dans la région de Champagne en particulier après les années 1280 y est pour beaucoup. Ces problèmes de sécurité favorisent les transports maritimes qui, bien que plus lents et moins réguliers, deviennent préférables aux routes terrestres. Lyon reste encore la place financière dominante en France mais le prestige de Paris s'accroît. Le petit commerce se sédentarise et les grands marchands cherchent à relier plus directement les points de production et de distributions à travers les ports. Les progrès de la navigation permettent de considérables gains de productivité.
Les foires de Champagne régressent donc après 1300 d'autant que la concurrence d'autres foires régionales s'accroît et que l'alourdissement de la fiscalité pesant sur les marchands rend la place moins attractive. Enfin avec le mariage de Jeanne de Navarre (comtesse et héritière de Champagne) à Philippe IV « Le Bel » en 1284, qui scelle le rattachement du comté de Champagne à la France, les priorités politiques changent. La Champagne, jusque là de facto indépendante, perd son autonomie et le roi de France trouve dans les caisses bien remplies de cette riche province de nouvelles ressources fiscales et le moyen de financer ses guerres dynastiques à bon compte. Les guerres franco-flamandes puis la guerre de Cent Ans portent un coup fatal aux foires champenoises. Au XIVe siècle, après les ravages de la peste noire, les cités États d'Italie sortent économiquement vainqueurs de cette épreuve.